# Bầu cử tổng thống Hoa Kỳ 2008
Cuộc bầu cử tổng thống Hoa Kỳ năm 2008 diễn ra vào thứ ba, ngày 4 tháng 11 năm 2008, là cuộc bầu cử tổng thống thứ 56 liên tục bốn năm một lần trong lịch sử Hoa Kỳ. Cuộc bầu cử này bầu chọn một tổng thống và phó tổng thống. Người dân đã bầu chọn các đại cử tri, và dựa trên kết quả tại khu vực mà họ đại diện, những đại cử tri này đã chính thức bầu chọn tổng thống và phó tổng thống mới vào ngày 15 tháng 12 năm 2008. Theo như quy định trong Tu chính án thứ 22 của Hiến pháp, tổng thống đương nhiệm George W. Bush, người đã giữ chức vụ này trong 2 nhiệm kỳ, sẽ không được ứng cử lần thứ ba.
Cuộc bầu cử diễn ra cùng ngày với các cuộc bầu cử quốc hội (33 ghế thượng viện và tất cả 435 ghế hạ viện) và địa phương (11 chức vụ thống đốc và vô số cuộc trưng cầu dân ý) trong cuộc tổng tuyển cử Hoa Kỳ, 2008.
Thượng nghị sĩ Barack Obama từ Illinois, đã được đề cử làm ứng cử viên đại diện cho đảng Dân chủ. Thượng nghị sĩ John McCain từ Arizona, đã được đề cử làm ứng cử viên đại diện cho đảng Cộng hòa.
Obama giành đủ phiếu đại cử tri đoàn là 365, để đánh bại đối thủ của mình là ông McCain. Vì thế, ông Obama đã được đắc cử tổng thống và ông đã được nhậm chức vào ngày 20 tháng 1 năm 2009, trở thành tổng thống thứ 44 của Hoa Kỳ.

## Đặc điểm
Cuộc bầu cử năm 2008 là lần đầu tiên từ cuộc bầu cử năm 1928 mà cả hai nhân vật đương nhiệm tổng thống và phó tổng thống không tham gia tranh cử làm ứng cử viên của đảng mình và cũng là lần đầu tiên từ cuộc bầu cử năm 1952 cả hai nhân vật này đều không phải là ứng cử viên trong cuộc tổng tuyển cử. Tổng thống đương nhiệm, George W. Bush, đang tại chức nhiệm kỳ thứ nhì, và không thể ứng cử vì giới hạn trong tu chính án thứ 22 trong Hiến pháp Hoa Kỳ.
Trong cả ba lần tổng thống hai nhiệm kỳ gần đây nhất (Dwight D. Eisenhower, Ronald Reagan, và Bill Clinton), phó tổng thống đương nhiệm đã ứng cử tổng thống ngay sau khi nhiệm kỳ của tổng thống kết thúc. (Richard Nixon thua cuộc bầu cử năm 1960, George H. W. Bush thắng năm 1988, và Al Gore thua năm 2000.) Kể từ năm 2001, phó tổng thống Dick Cheney đã liên tục khẳng định ông sẽ không bao giờ ứng cử tổng thống: "Tôi sẽ nói một cách mạnh nhất mà tôi có thể nói... Nếu được đề cử, tôi sẽ không tranh cử; nếu được bầu, tôi sẽ không phục vụ."
Cả hai ứng cử viên tranh cử cho đảng lớn đều là Thượng nghị sĩ tại vị: Ứng cử viên Cộng hòa John McCain (từ Arizona) và ứng cử viên Dân chủ Barack Obama (Illinois). Vì thế, người thắng cử sẽ chắc chắn là một Thượng nghị sĩ đương nhiệm, lần đầu tiên kể từ khi John F. Kennedy thắng cử vào năm 1960.

## Ứng cử viên
Kể từ đầu năm 2007, nhiều nhân vật đã tuyên bố ứng cử để được các chính đảng đề cử. Trải qua nhiều cuộc bầu cử sơ bộ, các ứng cử viên không nhận đủ sự ủng hộ từ đảng của họ đã dần dần bỏ cuộc. Đến cuộc bầu cử sơ bộ cuối cùng vào ngày 3 tháng 6 năm 2008, đảng Dân chủ vẫn còn 2 người tranh cử là Barack Obama và Hillary Clinton, sau hôm đó Obama đã giành đủ phiếu để được đề cử; trong khi Đảng Cộng hòa cũng còn 2 là John McCain và Ron Paul, tuy nhiên John McCain đã giành đủ phiếu để được đảng Cộng hòa đề cử.

### Đảng Dân chủ
Đảng Dân chủ chính thức đề cử Barack Obama tại Đại hội Đảng Dân chủ Toàn quốc tại Denver, Colorado vào ngày 25 đến 28 tháng 8 với 4234 phiếu đại biểu (3409 phiếu đại biểu được bầu và 825 phiếu siêu đại biểu). Người được chọn làm ứng cử viên Đảng Dân chủ phải nhận trên nửa số phiếu của các đại biểu tham dự. Đến ngày 3 tháng 6, Barack Obama đã nhận đủ phiếu ủng hộ để được đảng Dân chủ đề cử. Đối thủ cuối cùng của ông, Hillary Clinton, rút lui sau đó vào ngày 7 tháng 6.
Barack Obama đang là Thượng nghị sĩ trong nhiệm kỳ đầu tiên từ Illinois. Ông được bầu vào chức vụ này từ năm 2004. Ông là ứng cử viên người Mỹ gốc Phi đầu tiên được một trong hai đảng lớn đề cử cho chức vụ tổng thống.
Ngoài Obama, có tám người khác đã từng tranh cử nhưng đã bỏ cuộc sau khi họ cảm thấy không nhận đủ sự ủng hộ: Joe Biden, thượng nghị sĩ, rút lui sau ngày 3 tháng 1; Chris Dodd, thượng nghị sĩ, rút lui sau ngày 3 tháng 1 và ủng hộ Obama; John Edwards, cựu thượng nghị sĩ, rút lui sau ngày 30 tháng 1 và ủng hộ Obama ngày 14 tháng 5; Mike Gravel, cựu thượng nghị sĩ, liên tục nhận ít hơn 1% số phiếu, rút lui vào tháng 3 và gia nhập Đảng Tự do (Libertarian Party); Dennis Kucinich, dân biểu, liên tục nhận ít hơn 2% số phiếu, rút lui ngày 25 tháng 1 để tái ứng cử ghế trong Hạ nghị viện; Bill Richardson, thống đốc New Mexico, rút lui ngày 9 tháng 1 và ủng hộ Obama; Tom Vilsack, cựu thống đốc Iowa, rút lui ngày 23 tháng 2 năm 2007 vì không đủ tiền, rồi ủng hộ Clinton. Hillary Clinton, thượng nghị sĩ và cựu đệ nhất phu nhân, giành số phiếu xấp xỉ với Obama trong suốt cuộc bầu cử sơ bộ, và không chịu rút lui và ủng hộ Obama cho đến ngày 7 tháng 6, sau khi các cuộc bầu cử đã chấm dứt.
Ngày 22 tháng 8, Obama chọn Joe Biden, một thượng nghị sĩ từ Delaware, làm ứng cử viên phó tổng thống.

### Đảng Cộng hòa
Đảng Cộng hòa đề cử John McCain tại Đại hội Đảng Cộng hòa vào ngày 1 đến 4 tháng 9 tại Saint Paul, Minnesota. Người được đề cử phải nhận đủ tối thiểu 1191 phiếu từ các đại biểu tham dự. Sau cuộc bầu cử sơ bộ vào ngày 4 tháng 3, John McCain đã nhận đủ số phiếu đại biểu để được Đảng Cộng hòa đề cử. Tất cả các ứng cử viên khác đã rút lui trước đó.
John McCain là một thượng nghị sĩ từ Arizona. Ông là một cựu quân nhân trong chiến tranh Việt Nam, được nhân dân Việt Nam cứu sống và được điều trị, sau đó bị chính phủ Việt Nam Dân chủ Cộng hòa bắt giữ tại Hỏa Lò. McCain là ứng cử viên lớn tuổi nhất trở thành tổng thống nếu ông thắng cử (Ronald Reagan cao tuổi hơn McCain khi nhậm chức lần thứ nhì, nhưng vào thời điểm trở thành Tổng thống Hoa Kỳ, Reagan trẻ hơn McCain).
Ngoài McCain, 10 ứng cử viên khác đã rút lui. Các ứng cử viên này gồm có: Rudy Giuliani, cựu thị trưởng thành phố New York, rút lui ngày 29 tháng 1 sau khi đứng ở vị trí thứ 3 trong cuộc bầu cử sơ bộ tại Florida, ủng hộ McCain; Sam Brownback, thượng nghị sĩ từ Kansas, rút lui ngày 17 tháng 10 năm 2007 và ủng hộ McCain; Jim Gilmore, cựu thống đốc Virginia, rút lui ngày 14 tháng 7 năm 2007 vì không đủ tiền, ủng hộ McCain; Duncan Hunter, dân biểu từ California, rút lui ngày 19 tháng 1, ủng hộ Mike Huckabee; Mike Huckabee, cựu thống đốc Arkansas, rút lui ngày 4 tháng 3 và ủng hộ McCain; Mitt Romney, cựu thống đốc Massachusetts, rút lui ngày 7 tháng 2 và ủng hộ McCain; Tom Tancredo, dân biểu từ Colorado, rút lui ngày 20 tháng 12 năm 2007 và ủng hộ Romney, sau khi Romney rút lui ông ủng hộ McCain; Fred Thompson, cựu thượng nghị sĩ từ Tennessee và diễn viên truyền hình, rút lui ngày 22 tháng 1 và ủng hộ McCain; Tommy Thompson, cựu thống đốc Wisconsin, rút lui ngày 12 tháng 8 năm 2007 và ủng hộ Giuliani, sau khi Giuliani rút lui, ông ủng hộ McCain; và Ron Paul, dân biểu từ Texas, tuy được nhận nhiều ủng hộ trên Internet, trong các cuộc bầu cử sơ bộ ông không nhận được nhiều phiếu ủng hộ, ông đã rút lui vào ngày 12 tháng 6.
Ngày 29 tháng 8, John McCain chọn Sarah Palin, đương kim thống đốc Alaska, làm người liên danh ứng cử phó tổng thống. Palin là ứng cử viên phó tổng thống phụ nữ thứ nhì từ một đảng chính, sau ứng cử viên Dân chủ Geraldine Ferraro năm 1984.

### Các đảng khác
Lịch sử cho thấy các ứng cử viên từ các đảng thứ ba ít khi nhận phiếu đại cử tri cho nên cơ hội một ứng cử viên từ một đảng thứ ba thắng cử tổng thống là rất thấp. Trong các đảng phái này, chỉ có ba đảng có hơn 100.000 đảng viên: Đảng Lập hiến (Constitution Party), Đảng Tự do (Libertarian Party), và Đảng Xanh (Green Party).
Đảng Lập hiến đã đề cử Chuck Baldwin làm ứng cử viên tổng thống và Darrell Castle làm ứng cử viên phó tổng thống tại Đại hội Đảng toàn quốc tại Thành phố Kansas, Missouri vào ngày 26 tháng 4. Đảng Tự do đề cử Bob Parr làm ứng cử viên tổng thống và Wayne Allyn Root làm ứng cử viên phó tổng thống vào ngày 25 tháng 5 tại Denver. Đảng Xanh đề cử cựu dân biểu từ Georgia Cynthia McKinney là ứng cử viên tổng thống và Rosa Clemente làm ứng cử viên phó tổng thống vào ngày 12 tháng 7.
Ralph Nader từ Connecticut, ứng cử viên nhận số phiếu nhiều thứ ba trong hai cuộc bầu cử trước, đang tranh cử với tư cách là một ứng cử viên độc lập. Nhà hoạt động chính trị từ California Matt Gonzalez cùng ông tranh cử chức phó tổng thống.

## Vận động tranh cử

### Trước bầu cử sơ bộ
Địa vị "người đứng đầu" thường tùy thuộc vào thông tấn xã đưa tin, nhưng đến tháng 10 năm 2007, dường như khoảng 6 nhân vật đã được cho là đứng dẫn đầu. Ví dụ, CNN liệt kê Hillary Clinton, John Edwards, Rudolph Giuliani, Barack Obama, Fred Thompson, và Mitt Romney là những người dẫn đầu. The Washington Post liệt kê Clinton, Edwards và Obama như những người dẫn đầu, "đang dẫn đầu trong các cuộc thăm dò ý kiến và tiền gây quỹ, hơn xa các ứng cử viên đứng đầu khác". Chuck Todd của MSNBC's Chuck Todd cho rằng Giuliani và John McCain là những người dẫn đầu sau cuộc tranh luận giữa các ứng cử viên Cộng hòa lần thứ nhì.
Ba ứng cử viên Clinton, Obama, và Romney đã gây quỹ trên $20 triệu trong ba tháng đầu năm 2007, và ba ứng cử viên khác là Edwards, Giuliani, và McCain đã gây quỹ trên $12 triệu; ứng cử viên kế tiếp là Bill Richardson, đã vận động trên $6 triệu. Trong quý ba năm 2007, 4 ứng cử viên Cộng hòa dẫn đầu là Romney, Giuliani, Thompson, và Ron Paul. Paul set the GOP record for the largest online single day fund raising on 5 tháng 11 năm 2007. Hillary Clinton đoạt kỷ lục gây quỹ nhiều nhất trong một ngày cho một ứng cử viên Đảng Dân chủ vào ngày 30 tháng 6 năm 2007.

### Các cuộc bầu cử sơ bộ
Mặc dù cuộc tranh cử chọn ứng cử viên cho hai đảng chính tiếp diễn cho đến tháng 6 theo luật, trong các cuộc trước đến tháng 3 các ứng cử viên đã được chọn. Năm 2008, thông lệ này tiếp tục trong cuộc tranh cử của đảng Cộng hòa, với John McCain giành được chiến thắng sau cuộc bầu cử sơ bộ tại Texas và Ohio vào ngày 4 tháng 3, nhưng Barack Obama không giành được chiến thắng mãi đến ngày 3 tháng 6, sau một cuộc tranh cử dài lâu chống Hillary Clinton. Mặc dù Obama dẫn đầu với số tiểu bang đã thắng, cuộc bầu cử sơ bộ cho đảng Dân chủ dựa vào tỷ lệ phiếu từ năm 1976. Clinton cho rằng bà dẫn đầu số phiếu phổ thông, nhưng thông tấn xã Associated Press cho rằng các con số bà đưa ra chỉ chính xác trong một số trường hợp rất hạn hẹp.
Cuối năm 2007, cả hai đảng đã thực hiện một số điều lệ nhằm ngăn chận các tiểu bang tổ chức ngày bầu cử sơ bộ của mình sớm hơn. Đảng Cộng hòa cắt nửa số đại biểu cho những tiểu bang làm việc này. Đảng Dân chủ chỉ cho phép 4 tiểu bang tổ chức bầu cử sơ bộ trước ngày 5 tháng 2 năm 2008. Lúc đầu ban lãnh đạo đảng Dân chủ nói rằng họ sẽ rút hết số đại biểu từ tiểu bang Florida và Michigan vì sẽ tổ chức cuộc bầu cử sơ bộ vào tháng 1. Tất cả các ứng cử viên lớn đều đồng ý không vận động tại Florida hay Michigan, và Edwards và Obama đã rút tên ra khỏi lá phiếu tại Michigan. Clinton thắng cử đa số đại biểu từ hai tiểu bang (mặc dù 40% bầu "không ủy nhiệm ai") và cuối cùng đã đòi hỏi phải cho phép các đại biểu từ Florida và Michigan tham dự.
Nhà quan sát Christopher Weber cho rằng mặc dù đây là một hành động tự làm lợi cho mình, Clinton còn làm một việc có ý nghĩa thự tiễn vì Florida và Michigan có nguy cơ không bầu cho đảng Dân chủ trong cuộc tổng tuyển cử vì đảng Dân chủ không công nhận các đại biểu cho hai tiểu bang này. Việc này đã làm người ta nghĩ rằng cuộc tranh cử sẽ diễn ra đến đại hội đảng vào tháng 8. Tuy nhiên vào ngày 31 tháng 5 năm 2008, hai bên đã thỏa thuận cho các đại biểu từ Michigan và Florida mỗi người nửa phiếu.

### Đại hội đảng
- 23-26 tháng 4 năm 2008: Đảng Lập hiến tại Kansas City, Missouri.
- 23-26 tháng 5 năm 2008: Đảng Tự do tại Denver, Colorado.
- 10-13 tháng 7 năm 2008: Đảng Xanh tại Chicago, Illinois.
- 18-20 tháng 7 năm 2008: Đảng Cải cách tại Dallas, Texas.
- 25-28 tháng 8 năm 2008: Đảng Dân chủ tại Denver, Colorado.
- 1-4 tháng 9 năm 2008: Đảng Cộng hòa tại Saint Paul, Minnesota.

### Các cuộc tranh luận
Hội đồng ủy ban về Tranh luận Tổng thống (Commission on Presidential Debates) đã công báo 4 cuộc tranh luận, chỉ các ứng cử viên cho hai đảng chính mới được mời tham dự.
- 26 tháng 9: Cuộc tranh luận tổng thống thứ nhất diễn ra tại Đại học Mississippi. Cuộc tranh luận xoay quanh vấn đề chính sách đối ngoại và an ninh quốc gia. Cuộc tranh luận được chi ra thành 9 đoạn, mỗi đoạn dài 9 phú, và người dẫn chương trình Jim Lehrer giới thiệu các chủ đề.[27]
- 2 tháng 10: Cuộc tranh luận phó tổng thống được diễn ra tại Đại học Washington tại St. Louis, và được dẫn bởi Gwen Ifill từ hệ thống truyền hình PBS.
- 7 tháng 10: Cuộc tranh luận tổng thống thứ nhì diễn ra tại Đại học Belmont. Nó theo thể mít tinh và được dẫn bởi Tom Brokaw từ NBC News, và nói về các vấn đề được khán giả đưa lên, chủ yếu là về cuộc khủng hoảng kinh tế đang diễn ra.
- 15 tháng 10: Cuộc tranh luận thứ ba và cuối cùng diễn ra tại Đại học Hofstra. Nó xoay quanh vấn đề chính sách trong nước và kinh tế. Như trong cuộc tranh luận đầu tiên, nó được chia ra nhiều đoạn, và người dẫn chương trình Bob Schieffer giới thiệu các chủ đề.

Một cuộc tranh luận khác được liên hiệp chính trị tại Đại học Columbia tổ chức diễn ra vào ngày 19 tháng 10. Tất cả các ứng cử viên có cơ hội thắng 270 phiếu đại cử tri đoàn trên lý thuyết đều được mời, và Ralph Nader, Cynthia McKinney, và Chuck Baldwin đã tham gia. Amy Goodman, người dẫn chương trình Democracy Now!, dẫn cuộc tranh luận này.

### Chi phí vận động
Chi phí vận động tổng thống đã tăng cao đáng kể trong những năm gần đây. Một nguồn báo cáo rằng nếu chi phí cho cuộc vận động cho hai đảng được cộng lại (cho các cuộc vận động sơ bộ, đại hội, và tổng tuyển cử), chi phí đã tăng gấp hai trong vòng 8 năm ($448,9 triệu trong năm 1996, $649,5 triệu trong năm 2000, và $1,01 tỷ trong năm 2004). Trong tháng 1 năm 2007, chủ tịch Ủy ban Bầu cử Liên bang (Federal Election Commission) Michael E. Toner ước tính cuộc tranh cử năm 2008 sẽ tốn $1 tỷ, và nếu muốn được xem là ứng cử viên có cơ hội thắng cử, một ứng cử viên phải gây quỹ ít nhất là $100 triệu tính đến cuối năm 2007.

### Chỉ trích về sự tường thuật của báo chí
Trong cuộc tranh cử này nhiều cơ quan báo chí bị chỉ trích trong việc tường thuật. Khi ABC News tổ chức một cuộc tranh luận tại Philadelphia, Pennsylvania vào ngày April 16, hai người dẫn chương trình Charles Gibson và George Stephanopoulos đã bị chỉ trích bởi khán giả, các blogger, và các nhà phê bình báo chí vì các câu hỏi bị xem là thiếu chất lượng. Một số câu hỏi mà khán giả cho rằng không thích đáng khi so với tình trạng kinh tế đang thời kỳ khủng hoảng và chiến tranh tại Iraq như tại sao Thượng Nghị sĩ Barack Obama không đeo huy chương quốc kỳ Hoa Kỳ trên ve áo, về những lời nói kích động của linh mục cũ của Obama, hay về việc Thượng Nghị sĩ Hillary Rodham Clinton cho rằng bà phải tránh đạn bắn tỉa khi bà thăm Bosnia trên một thập niên về trước. Những câu hỏi mà những người dẫn đưa ra được cho là quá chú trọng vào những sai lầm trong cuộc vận động và thường liên quan đến Obama, và Stephanopoulos đã biện hộ rằng "TNS Obama là người đứng đầu" và các câu hỏi "không phải không thích hợp và không thích đáng tí nào".
Một việc tương tự diễn ra trước đó trong một cuộc tranh luận vào tháng 2 khi Tim Russert của NBC News bị chỉ trích vì bị cho là đưa nhiều câu hỏi hóc búa cho Clinton. Trong những câu hỏi mà Russert đã hỏi Clinton nhưng không hỏi Obama, là hỏi tên của tân tổng thống Nga (Dmitry Medvedev), một sự kiện sau đó đã bị chương trình Saturday Night Live chế giễu. Trong tháng 10 năm 2007, các nhà bình luận cánh tả đã buộc tội Russert rằng ông đã quấy rầy Clinton trong vấn đề bằng lái cho người nhập cư trái phép và một số vấn đề khác.
Tổ chức Project for Excellence in Journalism và Joan Shorenstein Center on the Press, Politics and Public Policy của Đại học Harvard đã nghiên cứu 5.374 tường thuật và các sự khẳng định về các ứng cử viên trên báo chí từ ngày 1 tháng 1 năm 2008 đến ngày 9 tháng 3 năm 2008. Cuộc nghiên cứu cho thấy Obama và Clinton nhận được 69 và 67% tường thuật có lợi, so với chỉ 43% cho McCain. Trong ngày 22 tháng 10, một cuộc thăm dò ý kiến bởi Trung tâm Nghiên cứu Pew cho thấy 70% trong số các cử tri tin rằng các nhà báo muốn Barack Obama thắng cử, so với 9% cho John McCain.

## Các vấn đề
Theo cuộc khảo sát ý kiến, người Mỹ lo lắng nhất về vấn đề kinh tế trong năm 2008. Sau cuộc khủng hoảng kinh tế thế giới vào tháng 9, vấn đế kinh tế trở thành cực kỳ quan trọng. Chiến tranh tại Iraq, bảo hiểm y tế, và sự thay đổi khí hậu cũng là những đề tài được đề cập. Thêm vào đó, các vấn đề xã hội trong nước như phá thai, hôn nhân đồng tính, nghiên cứu tế bào gốc, ít được chú ý hơn như lần bầu cử trước. Trong lĩnh vực ngoại giao, quan hệ với Iran, CHDCND Triều Tiên, và các tổ chức có hiềm khích với Hoa Kỳ cũng được đề cập.

### Kinh tế
Các cuộc thăm dò ý kiến trong những tháng cuối cùng của cuộc tranh cử tổng thống cũng như trong ngày bầu cử cho thấy kinh tế là mối lo âu hàng đầu của cử tri. Trong mùa thu năm 2008, nhiều nguồn tin tức đưa tin là kinh tế đang trải qua một cuộc xuống dốc trầm trọng nhất kể từ thời Đại khủng hoảng. Trong thời điểm này, triển vọng thắng cử của John McCain bị thấp dần sau khi ông có những lời nói về kinh tế bị xem là tai hại.
Ngày 20 tháng 8, John McCain nói trong một cuộc phỏng vấn với tờ báo Politico rằng ông không rõ lắm số nhà cửa mà ông và vợ mình sở hữu. Trong diễn thuyết và trong vận động quảng cáo "Seven", Obama dùng lời nói này để miêu tả McCain như một người không thể cảm thông với những lo âu của người Mỹ bình thường. Hình ảnh này được tô đậm hơn vào ngày 15 tháng 9, tại một cuộc mít-tinh buổi sáng ở Jacksonville, Florida, khi McCain tuyên bố "cơ sở nền kinh tế của chúng ta đang lành mạnh" mặc dù đã gặp phải "náo động dữ dội trong thị trường tài chính của chúng ta và trong Phố Wall." Trong lúc cử tri có nhận thức ngược lại, những lời nói này đã gây tai hại chính trị cho McCain.
Ngày 24 tháng 9, sau khi cuộc khủng hoảng tài chính năm 2008 đã bắt đầu, McCain tuyên bố ông hoãn lại vận động để trở về Washington để giúp phác thảo đạo luật đưa $700 tỷ để cứu vớt ngành tài chính, và ông nói ông sẽ không tranh luận với Obama cho đến khi Quốc hội thông qua đạo luật này. Mặc dù đã quyết định như thế, McCain vẫn được xem như không đóng vai trò quan trọng gì trong việc thương lượng cho phiên bản đầu tiên của đạo luật, và nó cũng không thông qua được Hạ viện. Ông quyết định tham gia cuộc tranh luận đầu tiên vào ngày 26 tháng 9 mặc dù đạo luật chưa đi đến đâu. Sự thiếu hiệu quả trong thương lượng và sự thay đổi quyết định về việc tham gia tranh luận được đối thủ nắm lấy để cho rằng ông có phản ứng thất thường trong vấn đề kinh tế. Vài ngày sau, phiên bản thứ nhì của đạo luật cứu vớt được thông qua Quốc hội, và Obama, ứng cử viên phó tổng thống liên danh Joe Biden, và McCain đều biểu quyết thuận.
Tất cả những lời nói và vấn đề vận động tranh cử nói trên đã làm tổn hại địa vị của McCain đối với cử tri. Tất cả đều xảy ra sau cuộc khủng hoảng kinh tế và sau khi sự ủng hộ cho McCain đã bắt đầu hạ xuống. Mặc dù các lời nói và "bước đi sai" này được lặp đi lặp lại nhiều lần trên truyền hình, các nhà quan sát và phân tích đồng ý rằng chính cuộc khủng hoảng tài chính và tình hình kinh tế đã khiến sự ủng hộ cho McCain bị thấp xuống vào giữa tháng 9 và đã gây tổn hại đến cuộc vận động của ông.

### Chiến tranh tại Iraq
Cuộc chiến không được ủng hộ tại Iraq là một đề tài then chốt trong cuộc vận động trước cuộc khủng hoảng kinh tế. John McCain ủng hộ cuộc chiến trong khi Barack Obama phản đối nó từ đầu. Chính quyền Bush đem quân vào Iraq dựa vào mối liên hệ giữa Al Qaeda và Iraq, cho rằng cần phải tấn công Iraq trước khi Iraq đưa vũ khí hủy diệt hàng loạt cho Al Qaeda. Khi McCain nói rằng Hoa Kỳ có thể sẽ ở lại Iraq trong vòng 50 đến 100 năm tới, ông muốn nói đến sự đóng quân trong thời chiến tương tự như tại Đức và Nhật Bản sau Chiến tranh thế giới thứ hai,, lời nói của ông đã bị Obama dùng để liên hệ McCain với tổng thống Bush, vốn đang có sự ủng hộ rất thấp từ cử tri.
Sự ủng hộ của McCain cho sự tăng quân số thành công, được thực hiện bởi tướng David Petraeus, được xem là một trong những yếu tố đem lại tăng cường an ninh tại Iraq, có thể đã tăng uy tín của McCain dưới mắt cử tri. McCain, người đã ủng hộ cuộc chiến từ đầu, biện luận rằng sự ủng hộ cho sự tăng quân cho thấy ông có suy xét cao hơn, trong khi Obama, người chống đối tăng quân, biện luận rằng việc chống đối từ đầu của ông chứng tỏ suy xét của mình. Obama cũng nhắc nhở với cử tri rằng nếu không có cuộc chiến thì se không cần tăng quân, và vì thế ông đặt câu hỏi về sự suy xét của McCain.

### George W. Bush
Đầu năm 2008, George W. Bush có sự ủng hộ rất thấp từ người dân, và thăm dò ý kiến cho thấy số người ủng hộ cho ông chỉ khoảng 20-30%. Tháng 3 năm 2008, McCain được Bush ủng hộ tại tòa Nhà Trắng, nhưng Bush không xuất hiện lần nào cho McCain trong cuộc vận động tranh cử. Mặc dù McCain đã ủng hộ chiến tranh tại Iraq, ông muốn tỏ ra rằng ông không đồng ý với Bush trong nhiều vấn đề then chốt khác, như sự thay đổi khí hậu. Trong suốt cuộc tranh cử, Obama nhắc đến việc McCain đã tuyên bố trong một cuộc phóng vấn rằng McCain đã bầu với Bush 90%, và việc này đã được ghi lại trong văn thư về các cuộc biểu quyết trong lúc Bush đang tại nhiệm.

### "Thay đổi" và "kinh nghiệm"
Ngay cả trước các cuộc bầu cử sơ bộ đảng Dân chủ đầu tiên, sự phân đôi giữa thay đổi và kinh nghiệm đã trở thành một đề tài quen thuộc trong cuộc vận động tổng thống, với Thượng nghị sĩ Hillary Clinton đặt mình vào địa vị ứng cử viên có kinh nghiệm trong khi Obama lại ôm vào sự miêu tả như là ứng cử viên có khả năng đem lại sự thay đổi đến Washington. Trước khi bắt đầu vận động, các phụ tá của Clinton đã dự định đưa bà vào địa vị ứng cử viên "thay đổi", như đã ghi rõ trong thư của Mark Penn vào tháng 10 năm 2006 tên là "The Plan". Trong tuyên bố tranh cử, Obama đã nói rằng "Washington phải thay đổi." Để ứng phó, Clinton đã dùng kinh nghiệm của mình thành một đề tài tranh cử quan trọng. Đến đầu và giữa năm 2007, các cuộc thăm dò ý kiến cho thấy cử tri xem Clinton như là ứng cử viên có kinh nghiệm hơn và Obama là ứng cử viên "tươi" hoặc "mới mẻ". Thăm dò ý kiến trong ngày Siêu thứ ba cho thấy Obama nhận sự ủng hộ từ các cử tri nghĩ rằng sự đem lại thay đổi là phẩm chất quan trọng nhất trong một ứng cử viên (chiếm đa số 2-1), trong khi Clinton giành gần hết sự ủng hộ từ các cử tri nghĩ rằng kinh nghiệm là phẩm chất quan trọng nhất. Các ranh giới này vẫn tồn tại y nguyên cho tới khi Obama trở thành ứng viên Đảng Dân chủ vào 3 tháng 6.
John McCain nhanh chóng dùng đề tài tương tự để đối phó với Obama khi bắt đầu vận động bầu cử chính. Thăm dò ý kiến cho thấy các cử tri trong cuộc bầu cử chính coi trọng "thay đổi" và "kinh nghiệm" đồng đều hơn là các cử tri trong bầu cử sơ bộ cho đảng Dân chủ. Đến ngày 4 tháng 11, lợi thế của McCain và Obama về kinh nghiệm và về khả năng đem lại thay đổi không thay đổi nhiều, mặc dù thăm dò cuối cùng cho thấy cử tri xem sự thiếu kinh nghiệm của Obama không phải là trở ngại lớn bằng mối quan hệ giữa McCain và Bush, một mối quan hệ mà Obama đã gọi là "thêm như vậy nữa" (more of the same).
McCain dường như đã làm công kích của mình mất hiệu nghiệm khi ông chọn thống đốc nhiệm kỳ đầu của Alaska, Sarah Palin, làm ứng cử viên liên danh. Palin chỉ mới được thắng cử thống đốc từ năm 2006, và trước đó là nghị viên hội đồng thành phố và thị trưởng Wasilla. Tuy nhiên, bà đã kích thích những người ủng hộ bảo thủ của đảng Cộng hòa với diễn văn tại hội nghị đảng, một nhóm người từng không ủng hộ McCain cho lắm. Các cuộc phỏng vấn với truyền thông cho thấy Palin thiếu kiến thức về một số đề tài then chốt, và nhiều cử tri lo ngại về khả năng làm phó tổng thống hay tổng thống của bà. Thêm vào đó, vì quan điểm bảo thủ của Palin, có lo lắng rằng trong khi bà đem lại sự ủng hộ của những cử tri bảo thủ cho McCain, bà cũng sẽ làm mất ủng hộ từ những cử tri độc lập và ôn hòa, hai nhóm cử tri mà các quan sát viên cho rằng McCain cần nhận sự ủng hộ để thắng cử.

## Kết quả

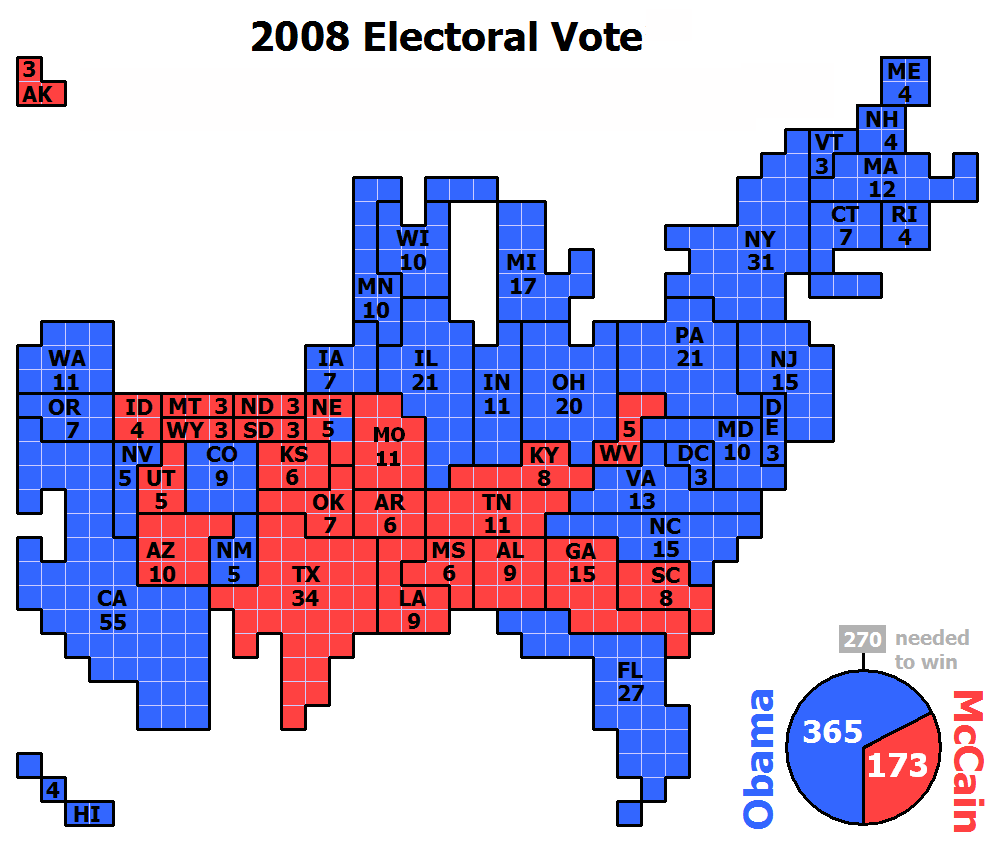
Bản đồ thị của phiếu đại cử tri đoàn trong cuộc bầu cử tổng thống năm 2008, với mỗi ô vuông là một phiếu

Tổng số phiếu đại cử tri đoàn đã được Quốc hội chứng nhận vào ngày 8 tháng 1 năm 2009.
| Ứng cử viên tổng thống | Đảng phái    | Tiểu bang quê hương | Phiếu phổ thông | Phiếu phổ thông | Phiếu đại cử tri | Ứng cử viên liên danh | Tiểu bang quê hương của ứng cử viên liên danh | Số phiếu đại cử tri của ứng cử viên liên danh |
| Ứng cử viên tổng thống | Đảng phái    | Tiểu bang quê hương | Số phiếu        | %               | Phiếu đại cử tri | Ứng cử viên liên danh | Tiểu bang quê hương của ứng cử viên liên danh | Số phiếu đại cử tri của ứng cử viên liên danh |
| ---------------------- | ------------ | ------------------- | --------------- | --------------- | ---------------- | --------------------- | --------------------------------------------- | --------------------------------------------- |
| Barack Obama           | Dân chủ      | Illinois            | 69.456.897      | 52,92%          | 365              | Joe Biden             | Delaware                                      | 365                                           |
| John McCain            | Cộng hòa     | Arizona             | 59.934.814      | 45,67%          | 173              | Sarah Palin           | Alaska                                        | 173                                           |
| Ralph Nader            | Không đảng   | Connecticut         | 736.804         | 0,56%           | 0                | Matt Gonzalez         | California                                    | 0                                             |
| Bob Barr               | Tự do        | Georgia             | 524.524         | 0,40%           | 0                | Wayne Allyn Root      | Nevada                                        | 0                                             |
| Chuck Baldwin          | Lập hiến     | Florida             | 196.461         | 0,15%           | 0                | Darrell Castle        | Tennessee                                     | 0                                             |
| Cynthia McKinney       | Xanh         | California          | 161.195         | 0,12%           | 0                | Rosa Clemente         | Bắc Carolina                                  | 0                                             |
| Khác                   | Khác         | Khác                | 226.908         | 0,17%           | –                | Khác                  | Khác                                          | –                                             |
| Tổng số                | Tổng số      | Tổng số             | 131.237.603     | 100%            | 538              |                       |                                               | 538                                           |
| Cần để thắng           | Cần để thắng | Cần để thắng        | Cần để thắng    | Cần để thắng    | 270              |                       |                                               | 270                                           |